# (10229) 1997 WR3
A (10229) 1997 WR3 a Naprendszer kisbolygóövében található aszteroida. Y. Shimizu és Urata Takesi fedezte fel 1997. november 19-én.

## Kapcsolódó szócikk
- Kisbolygók listája (10001–10500)